# Cognex
 (février 2013).
Si vous disposez d'ouvrages ou d'articles de référence ou si vous connaissez des sites web de qualité traitant du thème abordé ici, merci de compléter l'article en donnant les références utiles à sa vérifiabilité et en les liant à la section « Notes et références ».
Cognex Corporation est un fabricant américain de systèmes de vision industrielle, de logiciels et de capteurs utilisés dans la fabrication automatisée pour inspecter et identifier les pièces, détecter les défauts, vérifier l'assemblage des produits et guider les robots d'assemblage. Cognex a son siège social à Natick, Massachusetts, États-Unis, et possède des bureaux dans plus de 20 pays.
Cognex a commencé à explorer les applications commerciales de la vision artificielle au début des années 1980.
Dans les années 1990, l'activité de Cognex s'est développée en raison d'une demande d'outils de vision industrielle pour aider à automatiser la fabrication des semi-conducteurs et de l'électronique. Si la fabrication de semi-conducteurs reste un marché important pour Cognex, elle s'est étendue aux applications de fabrication générales.
Le portefeuille de produits de la société comprend In-Sight, le logiciel VisionPro et DataMan.

## Histoire
Cognex Corporation a été fondée en 1981 par Robert J. Shillman, professeur de perception visuelle humaine au Massachusetts Institute of Technology, et deux étudiants diplômés du MIT, Bill Silver et Marilyn Matz. Cognex est l'acronyme de "Cognition Experts".
Le premier système de vision de la société, DataMan, a été introduit en 1982. DataMan était un système de reconnaissance optique de caractères (OCR) conçu pour lire, vérifier et assurer la qualité des lettres, des chiffres et des symboles imprimés sur les produits et les composants. Le premier client de la société était un fabricant de machines à écrire qui a acheté DataMan pour lire les lettres sur les touches de la machine à écrire et s'assurer qu'elles étaient placées au bon endroit.
En 1989, Cognex est entrée en bourse sur le NASDAQ pour 1,38 $ par action - en un an, le cours de l'action avait triplé.
En 1995, Cognex a acheté Acumen, un développeur américain de systèmes d'identification de wafers.
En 2004, la société a remporté une victoire en matière de propriété intellectuelle lorsqu'un juge fédéral a statué en faveur de Cognex dans un procès en matière de brevets intenté contre la succession de l'inventeur Jerome H. Lemelson, qui avait déposé des dizaines de brevets sur les sous-marins, dont certains prétendaient couvrir les procédés de vision artificielle. Les brevets relatifs à la vision artificielle ont été jugés invalides,. La décision a été confirmée par la Cour d'appel du circuit fédéral.
Cognex a vendu son produit dédié à être embarqué dans les voitures en 2007, en invoquant des problèmes de rentabilité et de propriété intellectuelle.
En 2015, Cognex a vendu sa division Surface Vision et la gamme de produits associés SmartView , Vision Gear , Smart Advisor et VisionPro Surface à Ametek Inc. pour environ 160 millions de dollars US. La division vendue représentait environ 12 % de Cognex quant au chiffre d'affaires et au nombre d'employés.
En avril 2017, Cognex a acquis ViDi Systems, un fournisseur suisse de logiciels de deep learing pour les applications industrielles de vision artificielle.
En octobre 2019, Cognex a acquis Sualab, un développeur coréen de logiciels de vision de deep learing pour des applications industrielles.
Durant l'été 2020, Cognex a licencié 8 % de ses effectifs (190 salariés),. En décembre 2020, Cognex a annoncé le versement d'un dividende de 2 $ par action. Dans le communiqué de presse associé expliquant cette dividende spécial le président, Robert J. Shillman, a fait référence à l'une des devises de l'entreprise, pour expliquer le dividende le plus élevé versé dans l'histoire de l'entreprise. Cette devise étant : "Quand Cognex gagne, nous gagnons tous".

## Applications industrielles
Ses principaux produits sont liés à :
- recherche de défauts
- identification et traçage de produits
- détection de défauts de surface
- guidage de robots[2]